# Pakistan na Zimowych Igrzyskach Olimpijskich 2014
Pakistan na Zimowych Igrzyskach Olimpijskich 2014 reprezentował jeden zawodnik. Był to drugi start Pakistanu na zimowych igrzyskach olimpijskich.

## Skład reprezentacji

### Narciarstwo alpejskie

#### Mężczyźni
- Muhammad Karim

| Konkurencja   | Zawodnik       | Zjazd (1.) | Zjazd (1.) | Zjazd 2. | Zjazd 2. | Suma    | Miejsce |
| Konkurencja   | Zawodnik       | Czas       | Miejsce    | Czas     | Miejsce  | Suma    | Miejsce |
| ------------- | -------------- | ---------- | ---------- | -------- | -------- | ------- | ------- |
| Slalom gigant | Muhammad Karim | 1:43.44    | 77.        | 1:43.97  | 71.      | 3:27.41 | 71.     |